# Dupion
Dupion är ett sidentyg gjort av tråd från dupionkokonger. Tyget tillverkas i Indien och utmärks av den något tjockare dupiontråden, detta till skillnad från det kinesiska silkegarn som Indien importerar och som är slätare än det indiska silkegarnet.
Det finns två sorters dupion; maskinvävd som är slätare och jämn i vävningen och handvävd dupion som är knutigare och ojämn i vävningen.
Tyget används främst till brud- och festklänningar samt gardiner. Normalt skall tyget tvättas med hjälp av kemtvätt eftersom vattentvätt gör att sidenet blir mjukt och krymper.
Starkt tvåfärgade dupiontyger skall aktas för vätska då varpens färg kan fälla ut. Detta gäller speciellt de ljusa tygerna med röd varp.
Numera vävs dupion ofta av konstfiber.